# دهستان گلسار
دهستان گلسار یکی از دهستان‌های شهرستان خوانسار در استان اصفهان ایران است. این دهستان در بخش مرکزی شهرستان خوانسار قرار دارد و براساس سرشماری مرکز آمار ایران در سال ۱۳۹۰، جمعیت آن ۴۲۱۱ نفر (در ۱۳۱۸ خانوار) بوده‌است.